# Haniewicze (rejon klecki)
Haniewicze (biał. Ганявічы, Haniawiczy; ros. Ганевичи, Ganiewiczi) – wieś na Białorusi, w obwodzie mińskim, w rejonie kleckim, w sielsowiecie Siniawka.

## Historia
W XIX i w początkach XX w. położone były w Rosji, w guberni mińskiej, w powiecie słuckim.
W dwudziestoleciu międzywojennym leżały w Polsce, w województwie nowogródzkim, w powiecie nieświeskim, w gminie Siniawka. W 1921 miejscowość liczyła 339 mieszkańców, zamieszkałych w 68 budynkach, wyłącznie Polaków wyznania prawosławnego.
Po II wojnie światowej w granicach Związku Sowieckiego. Od 1991 w niepodległej Białorusi.